# قراجه فیض‌اله
قراجه فیض‌الله یکی از روستاهای استان آذربایجان شرقی است.

## وجه تسمیه
طبق آنچه بین مردم مصطلح شده و بیشتر به افسانه شبیه است: دو برادر بودند، به نام‌های محمد و فیض اله، که بعد از جدایی و تقسیم ماترکهٔ پدر، هر یک برای خود محلی برگزید و نام خود بر آن نهاد. این گونه قراجه فیض اله و همسایهٔ شرقی آن (قراجه محمد) پدید آمدند، در سالیانی که هرگز کسی آن را به یاد نمی‌آورد اما از اسامی آن بر می‌آید که تشکیل این دو روستا به بعد از نفوذ اسلام در ایران بر می‌گردد مگر آن که گفته شود اسامی هر دو روستا تغییر یافته است. گرچه، بعضی را نظر بر این است که تاریخچهٔ این دو روستا به پیش از میلاد برمی گردد.

## جمعیت
جمعیت روستادر حدود ۳۵۰۰ نفر بوده و شغل اهالی آن دامداری، کشاورزی و قالی بافی می‌باشد.

## شورای اسلامی روستا
روستای قراجه فیض اله دهیاری داشته و شورای اسلامی روستا ۵ عضو رسمی و دو عضو علی‌البدل دارد.